# جاناتان متزفلدت
جاناتان متزفلدت (انگلیسی: Jonathan Motzfeldt؛ ۲۵ سپتامبر ۱۹۳۸ – ۲۸ اکتبر ۲۰۱۰) یک سیاست‌مدار اهل گرینلند بود.